# Sold Out (альбом)
Sold Out — альбом української співачки Світлани Лободи, випущений 14 грудня 2019 року на лейблі Sony Music.

## Про альбом
Про вихід нового альбому співачка заявила на початку 2019 року, вона пообіцяла мініальбом навесні. Проте співачка до позначеного періоду альбом не випустила, замість цього вона вирішила записати повноформатний альбом. Протягом літа співачка активно записувала новий матеріал, працюючи як зі старими авторами (Monatik, Артем Іванов), так і з новими. Наприкінці серпня Світлана пообіцяла випустити альбом у жовтні. Проте в жовтні співачка продовжувала викладати фото зі студії звукозапису, позначаючи дату виходу листопадом.
29 листопада співачка випустила сингл «Мира мало», заявивши, що це прощання зі звичною всім Лободою, і що слухачів чекає абсолютно нове і незвичне звучання в новому альбомі. 6 грудня співачка випустила сингл «Новый Рим», а 7 грудня став доступний трек-лист і передзамовлення мініальбому.
В альбом увійшло дев'ять треків, сім з них — абсолютно нові. Серед них є і дует «Плохой» зі співаком Артемом Івановим (IVANOV). Також в пластинку був включений випущений раніше сингл «В зоні ризику», а також клубний ремікс на сингл «Instadrama», зроблений співачкою Maruv.
Sold Out вийшов у світ 14 грудня 2019 року. Альбом зміг зайняти верхні позиції чартів iTunes Росії, Казахстану і України. Менш ніж за два дні альбом набрав понад триста тисяч прослуховувань на сервісі VK Music, через тиждень прослуховування вже перевищили один мільйон.

## Список композицій
| #  | Назва                    | Тривалість |
| -- | ------------------------ | ---------- |
| 1. | «Хиросима»               | 2:49       |
| 2. | «Новый Рим»              | 3:47       |
| 3. | «Синие волны»            | 3:25       |
| 4. | «В зоне риска»           | 3:24       |
| 5. | «Bon appétit»            | 3:30       |
| 6. | «Сказочный дом»          | 4:10       |
| 7. | «Плохой» (feat. IVANOV)  | 3:53       |
| 8. | «#1»                     | 3:53       |
| 9. | «Insta» (kemix by MARUV) | 3:53       |